# Eugen Evu

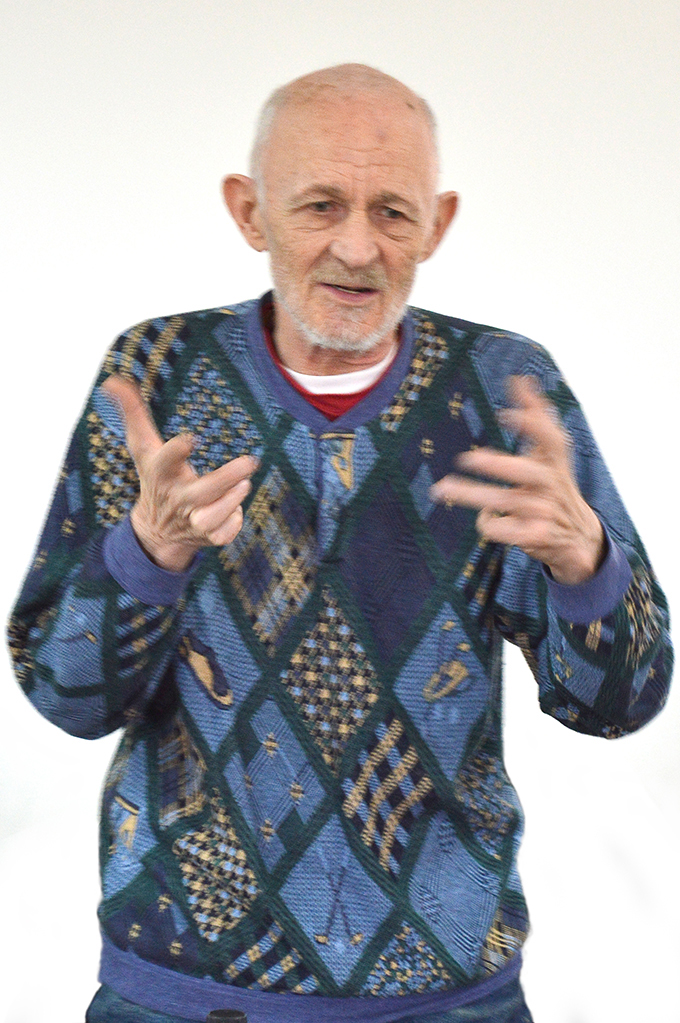
Eugen Evu în 2013

Eugen Evu (n. 10 septembrie, 1944, Hunedoara – d. 20 octombrie 2017) a fost un poet, publicist și prozator român, membru al Uniunii Scriitorilor din România, filiala din Timișoara.

## Date biografice
A fost fiul Clarei (născută Bud) și al lui Constantin Evu, muncitor. După absolvirea Școlii Profesionale de Metalurgie (1962), urmează liceul (1962-1967) și o școală tehnică de termotehnică la Hunedoara (1968-1970). A fost muncitor, pedagog, funcționar, salvamar, solist instrumentist și vocal, instructor-metodist la Casa Municipală de Cultură din Hunedoara, referent al Secției de cultură și artă a Consiliului Municipal Hunedoara.A murit la data 20 octombrie 2017.

## Activitatea literară
Publicist și promotor cultural în domeniul literaturii, artelor plastice, teatrului. Consilier editorial al mai multor edituri din România și electronice (Germania, Australia), dar și autor a mai multor cărți de poezie, proză, eseuri, jurnale, pamflete. Este fondator al  cenaclului "Lucian Blaga", Hunedoara, și  al unor  publicații săptămânale. 
Fondator al unor publicațiilor de cultură și artă după cum urmează:
- „Renașterea Hunedoarei”, redactor șef- primul săptămânal liber editat la Hunedoara (1990);
- „Bufnița” publicație de satiră și umor – 1991
- Revista de cultură și Artă „Vitraliu Hunedorean”- red. Șef-  (1997);
- Redactor fondator al revistei „Constelația Dragonului”, Deva 1998
- Kilometrul Zero”, revistă de poezie (1997)
- „Semne”, revistă de literatură și artă , Hunedoara (1998);
- „Semne”, serie nouă , Deva,(1999) ,  ulterior Semne-Emia
- „ Provincia” și „Provincia Corvina”, revistă de literatură și artă, ( trimestrială) Hunedoara (1997), în prezent redactor șef. Din 2005, Revista are serie nouă Nova Provincia Corvina și este sub egida U.S.R, și a AsCUS, Asociație cultural umanitară și științifică.

### Debutul
A Debutat în presă în 1969 la cotidianul „Drumul socialismului" din Deva; în 1970, în revista „Familia", versurile îi sunt prezentate de Ștefan Aug. Doinaș, iar în 1974 figurează printre autorii volumului colectiv Toate iubirile, apărut la Timișoara. Colaborează la „Luceafărul", „România literară", „Orizont", „Astra", „Tribuna", „Vatra", „Steaua", „Transilvania" etc.

### Volume
- Toate iubirile, antologie, editura Facla, Timișoara, 1972;
- Muntele mioritic, versuri, idem, 1976;
- Umbra norilor, Ed. Bibliotecii județene Deva, 1976;
- Cu fața spre stea, versuri, Facla Timișoara, 1978;
- Dragă omule…,poeme,  ed. Culturii Deva
- Soarele de Andezit, versuri, Editura Militară, București 1981;
- La lumina mâinilor, versuri , Facla Timișoara , 1982;
- Țara poemului meu, versuri, Ed. Cartea Românească, București, 1983;
- Aur Heraldic, versuri , idem, 1986;
- Incursiuni în fantastica realitate, reportaj (colaborare), Ed. Eminescu, 1986;
- Ram cu oglinzi, versuri, Facla Timișoara , 1988;
- Omul de zăpadă, omul de cărbune, versuri pentru copii , Ed. Ion Creangă, București , 1988;
- Aventurile lui Paparudă, povestiri pentru copii, 1996;
- Miere sălbatică, versuri, Ed. Helicon, Timișoara , 1996;
- Cartea de sub brad, versuri pentru copii , Ed. Emia, 1997;
- Strugurii întunericului, versuri, Ed. Helicon , Timișoara , 1998;
- Elegiile Corvine – Evroze, versuri, Colecția  Biblioteca Provincia Corvina, 1998;
- Grădinile semantice, versuri, Ed. Emia, 1999(volum aniversar)
- Plângea să nu se nască, versuri, Ed. Signata, Timișoara , 2000;
- Luceafăr din lacrimă, eseuri și pamflete, editura Signata ,2000;
- Magnet – Ferestre fulgerate, eseuri, poeme, ediție bilingvă, Colecția  Provincia Corvina  (coautor   Magdalena Constantinescu Schlesak -Munchen.
- Mic manual pentru copiii talentați, versuri, Colecția Revistei Provincia Corvina, Hunedoara, 2001
- Sărutul cu privirea, versuri, Ed. Signata, Timișoara , 2001;
- Empatia Divina, eseuri, interviuri, poeme, ediție bilingvă, româno-germană, în tandem cu Magdalena Constantinescu Schlesak,  Ed. Signata, Timișoara, 2001;
- Tresărirea Focului vol I- jurnale, eseuri, meditații, consemnări, idiosincrazii- Ed. Signata, Timișoara, 2002(604 pagini).
- Port rănile tale, poeme , editura Cogito , 2003
- Stăpânul Jocului, versuri, volum aniversar 6o de ani -Bibl. Prov. Corvina”, 2004
- Rezerva de duioșie, versuri, edit. Viața Arădeană,  2004
- Rezerva de duioșie, versuri, ediția a doua, edit . Viața Arădeană, 2005
- Transilvanian  Poems, 40  de  poeme  în limba engleză (trad M. Zavati Gardner și John Eduard Gardner, Norfolk), U.K.-ed. ApliSoft, 2005
- Port și rănile tale, poeme -  ediția a doua, ed. Călăuza v.b. , 2006
- Tresărirea Focului vol II- Jurnal de idei – (Briliantul și Noaptea”, Cârtița pe acoperiș”, Cagule (teatru)  editura Corvin- 2006
- Purpura iarna, poeme, editura Eubeea, Timișoara, 2006
- Carte pentru preșcolari – Castelul / in tandem cu Ion Urda, Bibl Provincia Corvina 2007
- Jurnal de idei / Cartea intalnirilor, 500 pag. editura Polidava
- Le miroir vert/ Oglinda verde, editura Poetes vos plume PARIS / EDIZIONE BILINGVA, 2008
- A doua carte a intalnirilor, editura Astra 2008, 900 pagini
- A treia carte a întâlnirilor, editura Astra 2009, 500 pagini
- Vânătoarea de curcubee, poeme editura Hestia 2009
- Baalamuc/ satire, Polidava 2009
- Meandre, poeme, Astra, 2010
- Gnoze și descoperiri, eseuri , Pro Isis -2010
- Ochiul Săgeții, editura Emia, 2010

## Afilieri
- Membru al Uniunii Scriitorilor din România, filiala Timișoara, din 1979
- Membru de Onoare al Academiei de Științe, Literatură și Arte, Oradea ;
- Membru Onorific Atestat al” Accademia Internazzionale Il Convivio, din Sicilia-Italia.
- Fondator Asociația cultural-umanitar-științifica „Provincia Corvina.

## Premii și distincții
- Diplomat cu Excelență al Județului Hunedoara(2005,Deva) „pentru o viață’ dedicată culturii și artei „.
- Cetățean de Onoare al Județului Hunedoara .(2oo3)
- Cetățean de Onoare al Hunedoarei
- Trofeul „Cheia Cetății”(*2005) Medal for Freedom, A.B.I. U.S.A.(2006)2 Neutropfie- Mexico City. U.S.A.
- Ambasador cultural al regiunii Hunedoara.